# DEEP JEWELS 36
skyticket Presents DEEP JEWELS 36（スカイチケット・プレゼンツ・ディープ・ジュエルズ・サンジュウロク）は、日本の総合格闘技団体「DEEP」の大会の一つ。2022年3月12日に東京都港区NEW PIER HALLで開催された。

## 概要
メインイベントで、中井りんと藤田翔子が対戦し、中井が2RTKO勝ちを収めた。この試合はDEEP JEWELSフライ級GP一回戦として行われ、中井の準決勝進出が決定した。また、セミファイナルでもDEEP JEWELSフライ級GP一回戦が行われ、杉山しずかとミッコ・ニルバーナが対戦した。杉山が3-2の判定勝ちを収め準決勝進出を決めた。

## 対戦カード
オープニングファイト　DEEP JEWWLS アマチュアキックルール 54kg契約 1分30秒2R
×  ラジーナ vs.  中村サキ ○
2R 1:30 TKO
第1試合  DEEP JEWWLS ミクロ級 5分2R
○  古瀬美月 vs.  小林礼名 ×
1R 2:11 リアネイキッドチョーク
第2試合　DEEP JEWWLS 49kg契約 5分2R
○  桐生祐子 vs.  サダエ・マヌーフ ×
2R終了 判定2-1
第3試合　DEEP JEWWLS 49kg契約 5分2R
×  青野ひかる vs.  須田萌里 ○
1R 3:36 腕ひしぎ十字固め
第4試合　DEEP JEWWLS 49kg契約 5分2R
○  本野美樹 vs.  にっせー ×
1R 4:18 腕ひしぎ十字固め
第5試合　DEEP JEWWLS 49kg契約 5分2R
×  大島沙緒里 vs.  HIME ○
2R終了 判定0-3
第6試合　DEEP JEWELSフライ級GP 2022（王座決定トーナメント）一回戦 5分2R
○  杉山しずか vs.  ミッコ・ニルバーナ ×
2R終了 判定3--0
第7試合　DEEP JEWELSフライ級GP 2022（王座決定トーナメント）一回戦 5分2R
○  中井りん vs.  藤田翔子 ×
2R 4:38 TKO（パウンド）